# 정인경 (한국과학사학자)
정인경(1963년 ~ , 인천광역시)은 대한민국의 과학사학자이다. 학부 과정에서 수학을 전공하고 이후 대학원에서 한국과학사학으로 박사학위를 취득하였다. 과학저술가, 고려대학교 과학기술학연구소 연구교수로 활동하였다.

## 저서
- 《과학을 읽다》. 여문책. 2016년. ISBN 9791195651184
- 《통합하고 통찰하는 통통한 과학책 1》. 사계절. 2020년. ISBN 9791160945300
- 《통합하고 통찰하는 통통한 과학책 2》. 사계절. 2020년. ISBN 9791160945317